# Ziyad Al Kord
Ziyad Al Kord (arabe : زياد الكرد), né le 15 janvier 1974 à Gaza en Palestine, est un footballeur professionnel palestinien évoluant au poste d'attaquant.

## Biographie

### Parcours
Il a joué dans de nombreux clubs en Palestine, Jordanie ou encore en Arabie saoudite.
Il joue actuellement pour le club palestinien de Gaza Sport.

### Buts internationaux
| #   | Date             | Place             | Adversaire     | Score | Résultat | Compétition                                    |
| --- | ---------------- | ----------------- | -------------- | ----- | -------- | ---------------------------------------------- |
| 1.  | 27 juin 1998     | Beyrouth, Liban   | Syrie          | 1-2   | 1-2      | Amical                                         |
| 2.  | 27 août 1999     | Amman, Jordanie   | Syrie          | 1-1   | 1-1      | Jeux panarabes 1999                            |
| 3.  | 29 août 1999     | Amman, Jordanie   | Jordanie       | 1-4   | 1-4      | Jeux panarabes 1999                            |
| 4.  | 4 avril 2002     | Koweït, Koweït    | Iran           | 2-1   | 2-2      | Jeux Ouest-Asiatiques 2002                     |
| 5.  | 6 avril 2002     | Koweït, Koweït    | Qatar          | 1-0   | 2-0      | Jeux Ouest-Asiatiques 2002                     |
| 6.  | 6 avril 2002     | Koweït, Koweït    | Qatar          | 2-0   | 2-0      | Jeux Ouest-Asiatiques 2002                     |
| 7.  | 16 décembre 2002 | Koweït, Koweït    | Jordanie       | 1-0   | 1-1      | Coupe arabe des nations 2002                   |
| 8.  | 20 décembre 2002 | Koweït, Koweït    | Maroc          | 1-2   | 1-3      | Coupe arabe des nations 2002                   |
| 9.  | 23 décembre 2002 | Koweït, Koweït    | Soudan         | 2-1   | 2-2      | Coupe arabe des nations 2002                   |
| 10. | 25 décembre 2002 | Koweït, Koweït    | Koweït         | 2-1   | 3-3      | Coupe arabe des nations 2002                   |
| 11. | 18 février 2004  | Doha, Qatar       | Taipei chinois | 1-0   | 8-0      | Qualification coupe du monde 2006              |
| 12. | 17 juin 2004     | Téhéran, Iran     | Jordanie       | 1-1   | 1-1      | Championnat d'Asie de l'Ouest de football 2004 |
| 12. | 19 juin 2004     | Téhéran, Iran     | Irak           | 1-0   | 1-2      | Championnat d'Asie de l'Ouest de football 2004 |
| 14. | 1er avril 2006   | Dhaka, Bangladesh | Guam           | 9-0   | 11-0     | AFC Challenge Cup 2006                         |
| 15  | 1er avril 2006   | Dhaka, Bangladesh | Guam           | 10-0  | 11-0     | AFC Challenge Cup 2006                         |